# 2002年布里卡地震
2002年布里卡地震發生在當地時間7月30日晚上7時16分48秒（协调世界时7月31日凌晨0時16分48秒），於巴拿馬近岸發生，其震級為矩震級6.5級。震央位於布里卡半島東南海岸，靠近哥斯達黎加-巴拿馬邊境。在巴拿馬和哥斯達黎加，一些房屋倒塌，據報至少有11人受傷。巴拿馬阿穆埃耶斯港的最大烈度達到VII度（非常強烈）。哥斯達黎加聖何塞附近的烈度為III度（微弱）至IV度（輕微）。阿穆耶斯港市中心的商店遭受商品掉落和窗玻璃被震碎等破壞。這次地震發生在巴拿馬斷裂帶沿線。

## 地質背景
在巴拿馬和哥斯達黎加邊境地區的西北部，科科斯板塊的海洋地殼正沿著中美洲海溝隱沒到加勒比板塊之下。在東南方，納斯卡板塊也被隱沒。科科斯板塊和納斯卡板塊之間的邊界由巴拿馬斷裂帶形成，該斷裂帶是一條右旋轉形斷層，與中美洲海溝相交形成三叉汇接区。隱沒帶的幾何形狀在該三叉匯接區的兩側明顯不同。此前沿著該斷裂帶發生、影響阿穆耶斯港的破壞性地震包括1934年（面波震级7.7級）和1979年（面波震級6.5 級）的地震。

## 地震
地震震央位於布里卡角附近。估計震級在矩震級6.2至6.5級之間。震源機制解得出的結果包括平移斷層、位置和震源深度4.2公里均與巴拿馬斷裂帶的運動一致。主震之後發生一系列的餘震，其中最大的一次在協調世界時8月7日晚上11時59分發生，震級為矩震級6.0級。

## 破壞
一些建築物在地震中被毀，不過這些建築物的狀況在地震開始就已經欠佳。在阿穆埃耶斯港，香蕉碼頭受到嚴重影響，一些木製或無筋磚石結構的房屋由於倒塌或結構損壞程度很大而被迫廢棄。據報受傷人數普遍較少，總共有8至15人受傷。